# Dandgund, Chitapur
Dandgund là một làng thuộc tehsil Chitapur, huyện Gulbarga, bang Karnataka, Ấn Độ.